# Stephanus serrator
Stephanus serrator is een vliesvleugelig insect uit de familie van de kroonwespen (Stephanidae). De wetenschappelijke naam van de soort is voor het eerst geldig gepubliceerd in 1798 door Fabricius.